# Whisky coca

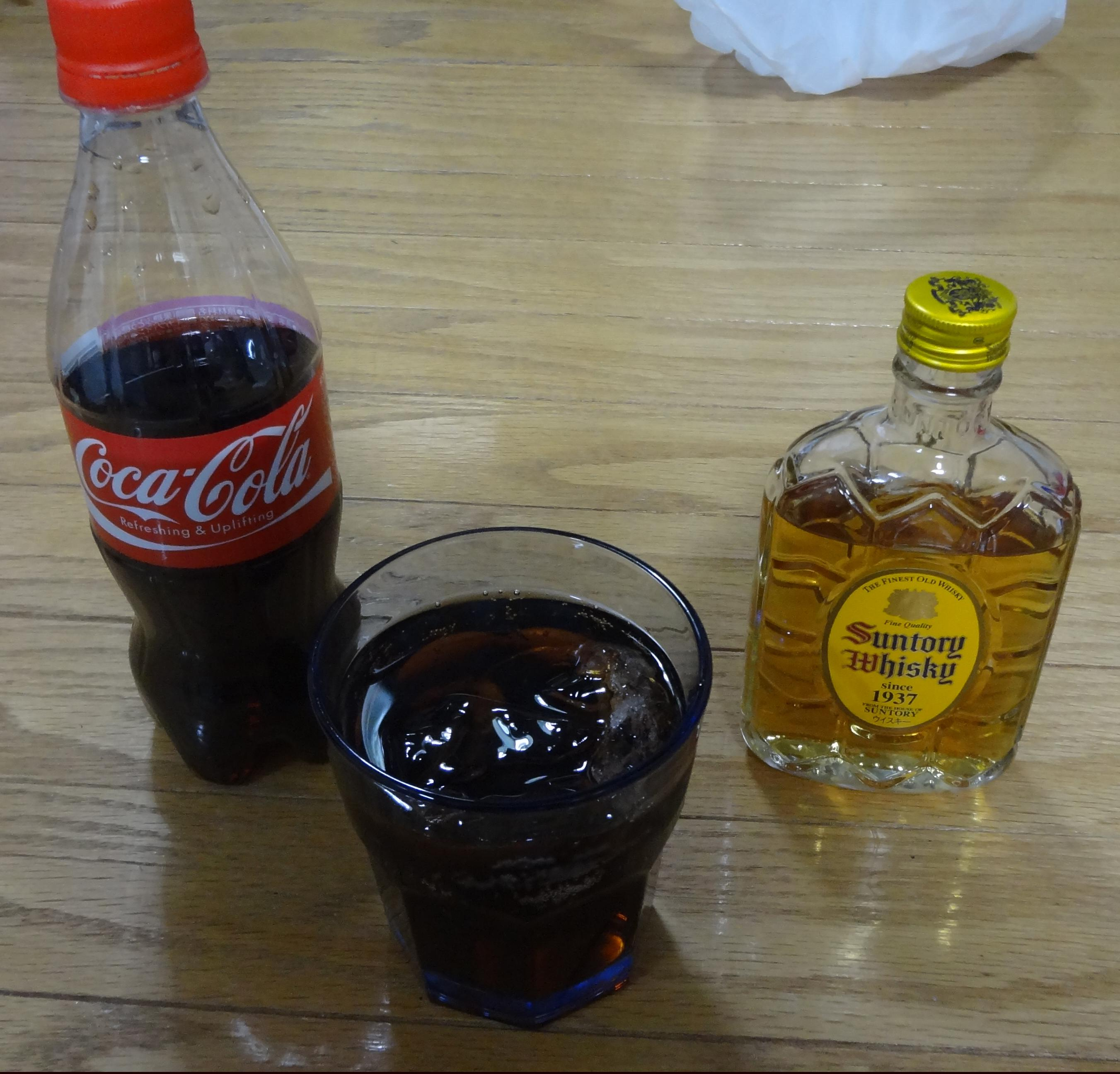
Whisky et coca.

Le whisky coca (ou whisky cola), stylisé whisky-coca, est un highball classique et long drink composé de whisky, de coca et de glace. Classiquement, le whisky coca est fabriqué avec du whisky bourbon et du Coca-Cola. Cependant, de nombreuses autres variantes sont préparées en magasin ou dans les bars.
Cette boisson est si populaire qu'elle peut être achetée toute prête en supermarché. Si le whisky coca est une nouveauté pour de nombreux buveurs de whisky, il a comparativement une mauvaise réputation auprès d'eux par la suite : principalement parce que le coca domine sur le goût du whisky, et que les saveurs du whisky sont ainsi perdues.

## Histoire
La première mention écrite du whisky coca date de 1907, lorsque la United States Bureau of Chemistry a envoyé le Dr. Kebler enquêter sur le Coca-Cola nouvellement introduit sur le marché et ses conséquences. Dans son rapport, il mentionne un highball Coca-Cola que les soldats ont créé en versant du coca dans leur whisky. Selon Kebler, cette combinaison a rendu les soldats « sauvages et fous ».

## Préparation
Le whisky cola consiste en un whisky infusé avec du cola. Le ratio standard dans les bars est d'environ une part de whisky pour trois parts de coca, les boissons prêtes à l'emploi contiennent moins de whisky, et les mélanges privés peuvent contenir toutes sortes de ratios de mélange. Classiquement, le whisky bourbon est utilisé pour le whisky coca, c'est pourquoi la boisson est également connue sous le nom de « Jack and Coke » ou « Jackie Cola » d'après le whisky Jack Daniel's. D'une part, parce que le bourbon, comme le Coca-Cola, est une boisson classique du Sud américain ; d'autre part, parce que la douceur et l'acidité prononcées du bourbon s'harmonisent relativement bien avec le Coca-Cola. Toutefois, cela peut varier considérablement. En Espagne, par exemple, DYC con Cola est une boisson classique des mois d'été, si bien que là-bas, des récipients de DYC et des bouteilles de Coca assemblés de la même manière sont vendus dans les supermarchés. Une variante populaire en Amérique du Nord est le 7 and 7, le whisky Seven Crown de Seagram avec le 7 Up.
La boisson ajoute une douceur semblable à celle du caramel et une carbonatation au whisky. Cependant, le goût du coca est généralement beaucoup plus fort, et il est difficile de savoir quel whisky a été utilisé. Par rapport au coca pur, la boisson perd aussi subjectivement la carbonatation et le picotement qui lui est associé. Le sucre contenu dans le coca empêche le whisky d'être digéré rapidement et assure ainsi une alcoolémie plus faible par rapport à la même quantité de whisky pur, l'ivresse s'installant plus tard. Cependant, cet effet peut être inversé par du cola sans sucre.

## Distribution et accueil
Cette boisson est presque omniprésente et disponible dans la plupart des bars. En raison de la facilité d'accès aux ingrédients, il est tout aussi couramment servi lors de fêtes privées. Dans l'ouvrage Hitchhiker's Guide to the Galaxy de Douglas Adams, on dit en plaisantant que chaque civilisation sur chaque planète a soit une boisson qui ressemble au gin tonic, soit une boisson qui ressemble au whisky coca. Pour de nombreux buveurs de whisky, le whisky coca est la première boisson contenant du whisky qu'ils ont consommée dans leur jeunesse.
Cependant, le whisky coca a une réputation relativement mauvaise. Le magazine Garden-and-Gun, dans son hommage à la boisson, écrit que les gastronomes la considèrent comme une grave insulte au whisky. Dans les meilleurs bars à cocktails, on risque des remarques désobligeantes de la part du mixeur, voire un refus pur et simple de préparer la boisson.
Un buveur de whisky et de coca bien connu est le chanteur et bassiste Lemmy du groupe Motörhead. Après sa mort fin 2015, de nombreux fans du groupe et du musicien ont demandé que sa boisson préférée, le whisky Jack Daniel's avec du Coca-Cola on the rocks, soit appelée Lemmy dans le monde entier ; une pétition en ligne a été lancée début 2016 dans ce sens.
Musicalement, le whisky et le coca apparaissent à plusieurs reprises dans les paroles. Par exemple, le single Diamond Rings and Old Barstools du chanteur country Tim McGraw compare des paires qui ne vont pas ensemble, comme les bagues en diamant et les tabourets de bar homonymes, et des paires qui vont parfaitement ensemble comme le whisky et le coca. Motörhead a lui-même immortalisé la boisson dans Going to Brazil, dans laquelle la chanson décrit un vol intercontinental vers le Brésil au cours duquel de copieuses quantités de whisky cola sont bues.